# Dactylethrella
Dactylethrella é um gênero de traça pertencente à família Agonoxenidae.